# Vučkove
Vučkove, česky také Vučkovo nebo Vučkovoje, ukrajinsky Вучкове, rusínsky Вучково, maďarsky Vucskómező, je obec v Mižhirské vesnické komunitě, v okresu Chust, v Zakarpatské oblasti Ukrajiny. Místní částí Vučkového je Pidčumal. V roce 2025 žilo v celé obci 901 obyvatel.

## Historie
První písemná zmínka o této obci pochází z roku 1548. Z Vučkova pochází evangelium ze 16. století, které se nachází v Národním muzeu v Budapešti. Do uzavření Trianonské smlouvy byla obec součástí Uherska, poté byla součástí Československa. V roce 1921 zde stálo 126 domů a žilo zde 562 obyvatel, z toho 4 Čechoslováci, 531 Rusínů a 24 Židů. Od 15. dubna 1939 byla obec součástí samostatného státu Karpatská Ukrajina; za několik dní pak bylo Zakarpatí obsazeno maďarskými vojsky. Od roku 1945 byla obec součástí Ukrajinské sovětské socialistické republiky, která byla součástí SSSR. Od roku 1991 je součástí nezávislé Ukrajiny.

## Turistické zajímavosti
- chrám sv. Mikuláše Divotvorce, z roku 1914
- včelařský památník se zobrazením 4 vědců, kteří se zabývali studiem zdejších včel
- 91 metrů dlouhý most přes řeku Rika
- minerální prameny
- nepravidelně tryskající Vučkovský gejzír